# Saint-Nicolas-des-Laitiers

Saint-Nicolas-des-Laitiers este o comună în departamentul Orne, Franța. În 1 ianuarie 2018 avea o populație de 82 de locuitori.